# Bataille de la Hougue
Guerre de la Ligue d'Augsbourg
Batailles
- Philippsbourg (1688)
- Sac du Palatinat (1689)
- Baie de Bantry (1689)
- Mayence (1689)
- Walcourt (1689)
- Fleurus (1690)
- Cap Béveziers (1690)
- La Boyne (1690)
- Limerick (1690)
- Staffarda (1690)
- Québec (1690)
- Coni (1691)
- Mons (1691)
- Leuze (1691)
- Aughrim (1691)
- La Hougue (1692)
- Namur (1692)
- Steinkerque (1692)
- Lagos (1693)
- Neerwinden (1693)
- La Marsaille (1693)
- Charleroi (1693)
- Saint-Malo (1693)
- Rivière Ter (1694)
- Palamós (1694)
- Camaret (1694)
- Texel (1694)
- Dieppe (1694)
- Bruxelles (1695)
- Namur (1695)
- Dogger Bank (1696)
- Carthagène (1697)
- Barcelone (1697)
- Baie d'Hudson (1697)

La bataille de la Hougue est une bataille navale pendant la guerre de la Ligue d'Augsbourg. En 1692, elle voit la victoire de la flotte anglo-hollandaise sur la flotte française du vice-amiral de Tourville, au large de la pointe Est du Cotentin.
Pour aider son cousin, le catholique Jacques II d'Angleterre, à retrouver son trône après en avoir été chassé par son beau-fils Guillaume III d'Orange-Nassau, Louis XIV lui propose une flotte et des hommes mis sous l'autorité de Tourville. L'embarquement est prévu en Cotentin avec 20 000 hommes, qui stationnent en attendant dans un immense camp sur les collines au-dessus de Quinéville, et 70 vaisseaux pour débarquer près de l'île de Portland.
Après la défaite de Béveziers en juillet 1690, la flotte anglo-hollandaise, certes à deux contre un, reprend le contrôle de la Manche.

## Préparatifs
La guerre se poursuit depuis plusieurs années. Persuadé de la faiblesse de l'engagement anglais au sein de la coalition, Louis XIV prépare une opération militaire visant à débarquer environ 20 000 hommes sur les côtes anglaises et de placer à nouveau Jacques II sur le trône.
Une des conditions de la réussite de ce plan est que Tourville doit entrer en Manche avec une force navale suffisante pour tenir tête à la flotte coalisée.

### Les atermoiements français
Bien qu'il commande à la flotte, Tourville ne possède aucun pouvoir décisionnaire sur la stratégie de cette opération. Celle-ci est placée sous le commandement de Jacques II, Bonrepaus et Bellefonds. Ce dernier doit commander le corps expéditionnaire prévu à un effectif de 20 000 hommes concentré à Saint-Vaast-la-Hougue, dans le nord-est du Cotentin. Pierre Mangon du Houguet, l'un des premiers historiens du Cotentin, a relaté la bataille dont il fut le témoin des préparatifs et du dénouement. C'est ainsi qu'il note pour l'année 1692 : « Les troupes viennent camper à Quettehou, et voisines de la Hougue… Tous les mois d'avril et de mai se passèrent en préparatifs avec grand appareil, et beaucoup de braves gens prêts à passer en Angleterre ».
Une flotte de protection et de transport basée à Brest doit venir à Saint-Vaast pour embarquer les troupes. En avril, les trois commandants de la force d'invasion s'installent à Saint-Vaast. Devant l'ampleur de la tâche pour rassembler les troupes, de nombreuses difficultés surviennent notamment entre l'armée de terre et la marine. Le recrutement rencontre aussi des difficultés à la date prévue du déclenchement de l'opération : environ 2 500 hommes, les 20 navires de Châteaurenault et l'escadre du Levant manquent encore. Alors qu'initialement Tourville devait disposer de 70 vaisseaux, il n'en dispose que d'une quarantaine sous-armés en hommes et en équipement.

### Le courrier du roi
Le 26 mars, le roi adresse un courrier à Tourville. Il contient des directives quant au déroulement de l'opération. Tourville doit appareiller impérativement le 25 avril et aucun retard ne sera toléré quitte à laisser en arrière les vaisseaux non armés. Il doit envoyer la partie de sa flotte la plus rapide au Havre prendre contact avec Bonrepaus pour le prévenir de son arrivée ensuite, il doit se rendre à la Hougue pour embarquer l'infanterie puis attendre l'arrivée des navires emportant le reste des troupes. Par ce courrier, l'amiral apprend que le lieu du débarquement sera désigné par le roi Jacques II et qu'il lui obéira en tout point ainsi qu'à Bellefonds. Une fois le débarquement terminé, il renverra les bâtiments de transport dans leurs ports respectifs et restera en Manche. Toutefois, si Tourville rencontre les Anglais avant d'arriver à la Hougue, le roi lui donne l'ordre de les combattre : « Sa majesté veut absolument qu'il parte de Brest ledit jour 25 avril, quand même il aurait avis que les ennemis seraient dehors avec un nombre de vaisseaux supérieurs à ceux qui seraient en état de le suivre. […] En cas qu'il les rencontre en allant à la Hougue, Sa Majesté veut qu'il les combatte en quelque nombre qu'ils soient […] et s'il a du désavantage, Sa Majesté se remet à lui de sauver l'armée le mieux qu'il pourra. ».

## Première étape: la bataille navale
Le 12 mai, sous les ordres de Tourville, la flotte quitte Brest mais sans le renfort des 16 navires de l'escadre du Levant de l'amiral Victor Marie d'Estrées. Alors que ses 44 vaisseaux s'engagent dans la Manche, le corsaire guernesiais John Tupper les découvre et alerte l'amiral Russel de l'avancée de la flotte française.

### Le renfort de la flotte du Levant
La flotte du Levant appareille de Toulon le 21 mars 1692 et capture deux navires anglais le 15 avril. Alors qu'elle s'apprête à passer Gibraltar le 18 avril, elle traverse une violente tempête qui détruit deux vaisseaux. L'amiral est contraint de faire demi-tour pour s'abriter à Malaga et réparer les avaries. C'est à ce moment qu'il apprend qu'un convoi anglais se trouve à proximité. Le 22 avril, il envoie 5 navires les attaquer. Pour éviter la capture, les Anglais incendient leurs bateaux. La flotte ne franchit le détroit de Gibraltar que le 25 avril et mouille à Bertheaume le 29 mai, jour de l'engagement de Tourville.

### La bataille de Barfleur

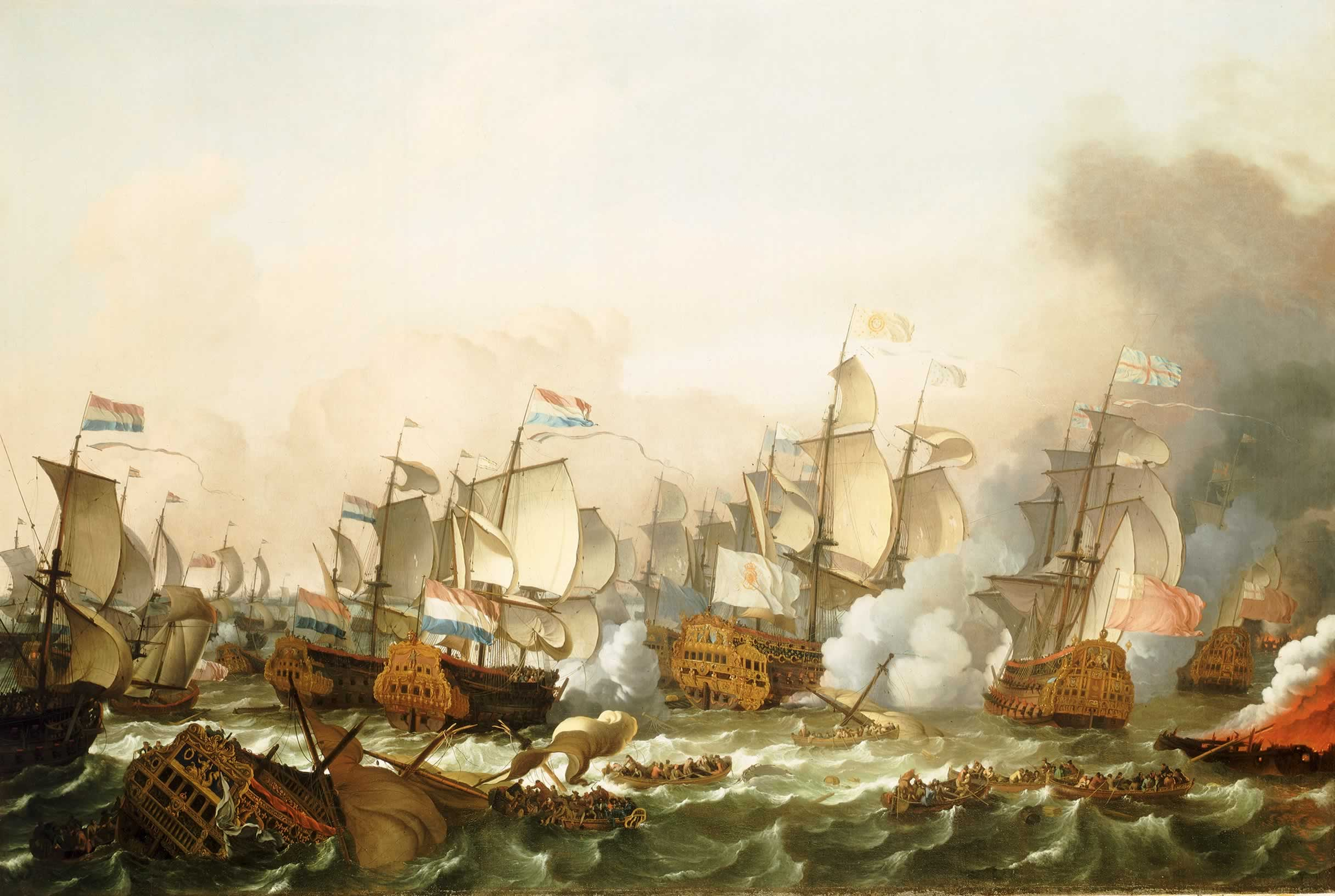
Bataille de Barfleur. Au centre, le Soleil Royal français entre un vaisseau hollandais et un vaisseau anglais. Tableau de Ludolf Bakhuizen, 1693.

Le jeudi 29 mai 1692, la flotte de Tourville se dirige vers la Hougue, pour embarquer l'armée de Jacques II. Mais on annonce les flottes anglaises et hollandaises qui viennent d'effectuer leur jonction au large de Barfleur. L'amiral n'est pas prévenu à temps que la flotte anglo-hollandaise lui est supérieure (99 vaisseaux de ligne avec 6 750 canons contre 44 vaisseaux français et 3 240 canons). Louis XIV ayant, en mars, donné l'ordre d'attaquer quelles que soient les circonstances, Tourville décide donc d'attaquer la flotte ennemie en plein centre, pendant près de 12 heures. La bataille, qui se déroule au large à 7 lieues marines (21 milles marins actuels) entre le cap de la Hougue et la pointe de Barfleur, est indécise, cependant la flotte française doit renoncer à l'expédition projetée et se mettre à l'abri en profitant de la nuit et de la brume.
Les Français n'ont perdu aucun vaisseau tandis que les Anglais déplorent la mort du contre-amiral Richard Carter et la perte de deux navires,.
Le bilan de la bataille est mitigé, et même s'il sera perçu dans l'opinion publique comme une défaite cuisante en raison des évènements ultérieurs de la Hougue, il est cependant une victoire de Tourville car sa flotte deux fois moins nombreuse s'en sort indemne, tout en coulant plusieurs vaisseaux ennemis (le Soleil-Royal coula cinq brûlots) alors que les anglo-hollandais font état de 5 000 marins tués et 3 000 blessés quand les français comptent 1 700 tués ; cependant les marins français sont bien plus difficiles à remplacer. Louis XIV dira lui-même « j'ai eu plus de joie à apprendre que 44 de mes vaisseaux ont battu 99 de mes ennemis pendant un jour, que des pertes que j'ai faites ».

## Deuxième étape: le repli français

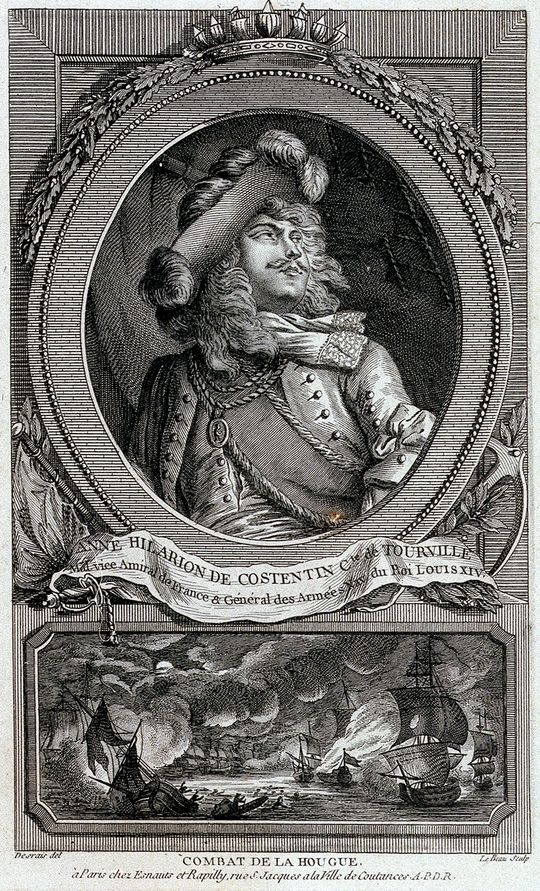
Portrait de Tourville avec une représentation du combat naval de La Hougue (fin du XVIIe siècle).

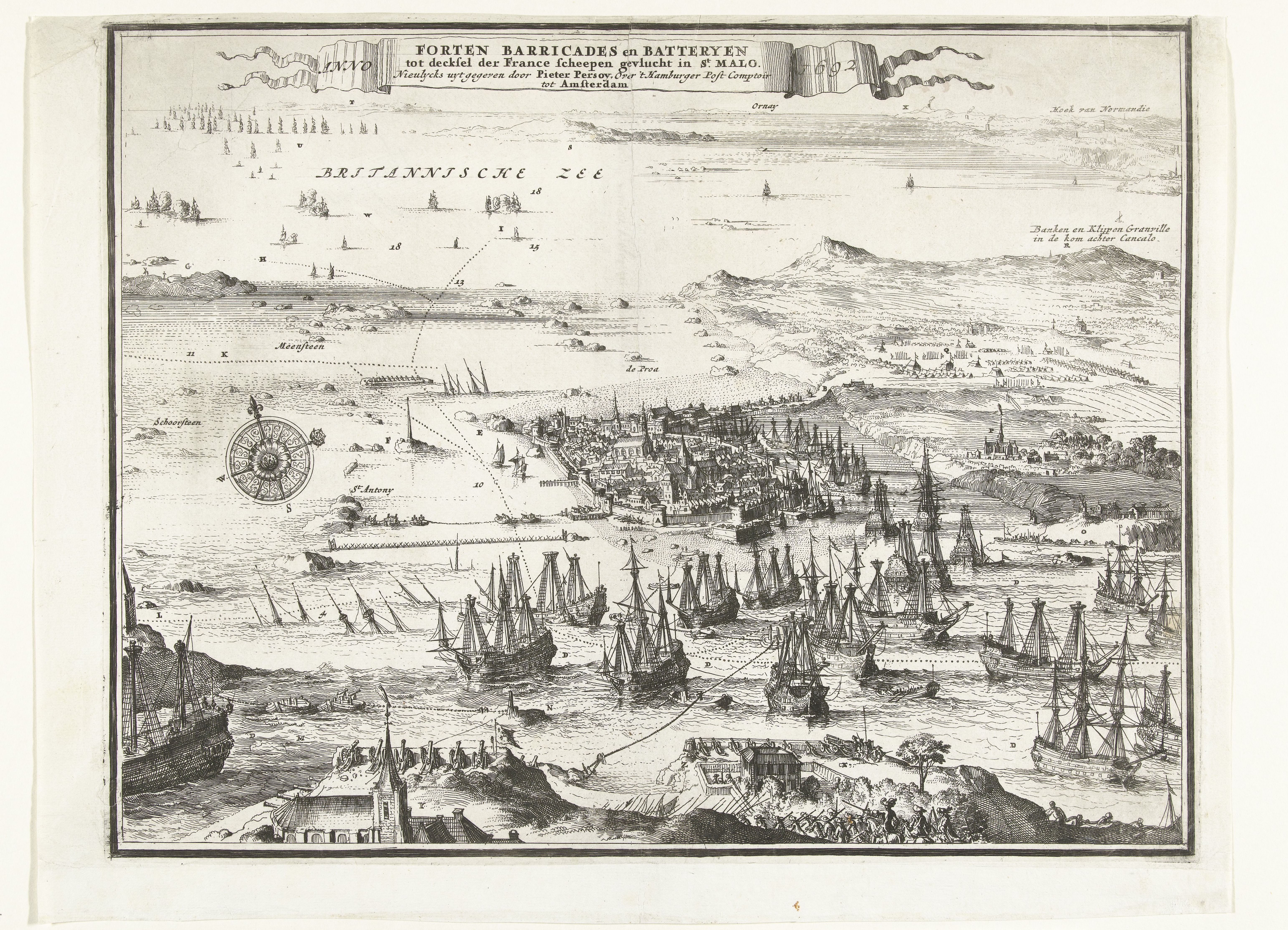
Les navires réfugiés à st-Malo.

Faute de fortifications sur la côte normande, ou d'une rade sûre, Tourville prévoit de rejoindre Brest ou Saint-Malo afin de trouver un port où réparer les navires, dont la plupart ont été endommagés. Vingt-sept navires parviennent à franchir avant la renverse des courants le raz Blanchard à l’extrême pointe du Cotentin, et à rallier Saint-Malo : un exploit d'Hervé Riel. Mais les treize plus grands, dont le Soleil Royal de Tourville, sont renvoyés par les courants et les vents vers le nord-est. Poursuivis par les Anglais, ils sont alors contraints de gagner la côte afin d'y trouver refuge.
Le 1er juin, trois navires fortement touchés pendant la bataille, sont échoués sur la côte à Cherbourg : le Triomphant près de l'embouchure de la Divette, l'Admirable sur les Mielles, et le Soleil Royal, navire amiral, à la pointe du Hommet. L'artillerie des fortifications de la ville tient pour quelque temps l'ennemi à distance mais les « saintes-Barbes » (stocks de poudre) du Soleil Royal et du Triomphant s'embrasent et explosent : les projections de débris et de boulets provoquent de gros dégâts matériels et humains dans la ville.
Tourville, à bord d'un autre vaisseau, poursuit sa route vers la Hougue, dans l'espoir d'être appuyé par les troupes et bateaux qui s'y trouvent. Une fois arrivé, l'amiral reçoit l'ordre d'échouer ses vaisseaux ; il importe de conserver canons et équipages. Six près de l'île Tatihou (Le Merveilleux, Le Saint-Philippe, L'ambitieux, Le Foudroyant, Le Magnifique et Le Terrible), et six autres derrière la pointe de la Hougue (Le Fort, Le Gaillard, Le Bourbon, Le Fier, Le Tonnant, Le Saint-Louis).
Les 2 et 3 juin, les Anglais, embarqués sur des chaloupes, incendient l'un après l'autre les navires échoués. Jacques II regarde sur les hauteurs de Quinéville ce spectacle qui marque la fin de ses ambitions. La destruction des quinze vaisseaux français correspond à peu près aux pertes subies par la flotte anglo-hollandaise deux ans plus tôt à la bataille du cap Béveziers. Cette victoire navale anglo-hollandaise n'est cependant pas mieux exploitée par les vainqueurs que celle de Béveziers ne l'avait été par les Français : cela envenime un conflit entre le secrétaire d'État Nottingham et l'amiral Russel, qui est finalement écarté du commandement de la flotte pour l'année 1693. En France, les quinze vaisseaux perdus sont remplacés dès l'année suivante et Louis XIV, conscient que ce sont ses propres ordres qui ont contraint Tourville à livrer bataille en infériorité, ne lui en tint pas rigueur et le nomma maréchal de France le vendredi 27 mars 1693.
Cette défaite navale révèle la nécessité de consolider la défense de la baie. Ce sera chose faite deux ans plus tard, avec l'édification de deux tours similaires, l'une à la pointe de La Hougue et l'autre sur l'île Tatihou. Elle révèle aussi l'erreur des adversaires de Vauban, qui ont convaincu Louis XIV d'arrêter les travaux du port de Cherbourg et même de démolir ses fortifications. La destruction des navires de ligne à proximité des côtes permet, à marée basse, de récupérer la quasi-totalité des équipages et de l'armement, ce qui relativise le préjudice subi. À l'époque, le couvert forestier français est encore suffisant pour les besoins de la marine, et il est plus aisé de remplacer un navire qu'un équipage expérimenté.

## Les épaves de la Hougue
Pendant quelques décennies, les vestiges de la flotte de Tourville ont servi de point d'amarrage pour les marins et de ressources en bois. Peu à peu oubliées, les restes envasés des épaves (quilles, varangues principalement) sont redécouverts en 1985 par Christian Cardin, donnant lieu à d'importantes recherches archéologiques, présentées en partie au musée maritime de l'île Tatihou. De ces découvertes est né le projet de l'association « Tourville » de reconstruire l'un de ces vaisseaux du XVIIe siècle : le Jean-Bart, vaisseau de 1er rang contemporain du Saint-Philippe et du Magnifique, tous deux retrouvés parmi les épaves de La Hougue.
En 2022, trois épaves retrouvées en 1990 sont identifiées comme des vaisseaux français coulés durant la bataille. Deux des épaves, enfouies sous une épaisse couche de vase, présentent un réel intérêt scientifique et historique.

## Forces en présence
- Angleterre : 56 vaisseaux de ligne
- Provinces-Unies[15] : 26 vaisseaux de ligne
- Total flotte alliée : 82 vaisseaux de lignes, plus de nombreux bâtiments auxiliaires
- France : 44 vaisseaux de lignes, plus de nombreux bâtiments auxiliaires

| Escadre blanche (Almonde) (Provinces-Unies) | Canons | Capitaine                                        | Sort | Escadre bleue et blanche (d'Amfreville) (France) | Canons | Capitaine                                                                               | Sort              |
| ------------------------------------------- | ------ | ------------------------------------------------ | ---- | ------------------------------------------------ | ------ | --------------------------------------------------------------------------------------- | ----------------- |
| Noord Holland                               | 68     | Jacob de Jonge                                   |      | Bourbon                                          | 68     | Capitaine de vaisseau de Perrinet                                                       | Brûlé à La Hougue |
| Zeelandia                                   | 90     | schout-bij-nacht (contre-amiral) Geleyn Evertsen |      | Monarque                                         | 90     | Chef d'escadre de Nesmond                                                               | Brest             |
| Ter Goes                                    | 54     | Maarten Barentsz                                 |      | Aimable                                          | 70     | CV Charles-César de Boscal de Réals                                                     | Brest             |
| Gelderland                                  | 64     | Johan Willem van Rechteren                       |      | Saint-Louis                                      | 64     | CV Jean de La Roque-Persin                                                              | Brûlé à La Hougue |
| Veere                                       | 62     | Cornelis Mosselman                               |      | Diamant                                          | 60     | CV Simon de Pas de Feuquières (mort en juin de ses blessures à la bataille de Barfleur) | Le Havre          |
| Koning Willem                               | 92     | Vice-admiraal Carel Van der Putte                |      | ...                                              |        |                                                                                         |                   |
| Eerste Edele                                | 74     | Andries de Boer                                  |      | ...                                              |        |                                                                                         |                   |
| Wappen van Medemblick                       | 50     | Jan Visscher                                     |      | …                                                |        |                                                                                         |                   |
| Brandenburg                                 | 92     | Hendrik van Toll                                 |      | …                                                |        |                                                                                         |                   |
| West-Friesland                              | 88     | schout-bij-nacht Jan Gerritsz. Muijs             |      | Gaillard                                         | 68     | Capitaine de vaisseau Chevalier d'Amfreville                                            | Brûlé à La Hougue |
| Zeelandia                                   | 64     | Philips Schrijver                                |      | Terrible                                         | 88     | CV de Sébeville                                                                         | Brûlé à La Hougue |
| Ripperda                                    | 50     | Herman Lijnslager                                |      | Merveilleux                                      | 90     | Lieutenant général marquis d'Amfreville                                                 | Brûlé à La Hougue |
| Slot Muyden                                 | 72     | Paulus Van der Dussen                            |      | Tonnant                                          | 80     | CV de Septèmes                                                                          | Brûlé à La Hougue |
| Prins                                       | 92     | Luitenant-admiraal Philips van Almonde           |      | Saint-Michel                                     | 60     | CV comte de Villars                                                                     | Saint-Malo        |
| Elswoud                                     | 72     | Louis, Graaf van Nassau                          |      | Sans Pareil                                      | 62     | CV François Sochet de Ferville                                                          | Saint-Malo        |
| Schatterschoef                              | 50     | Jan Barend van Wassenaar                         |      | …                                                |        |                                                                                         |                   |
| Leijden                                     | 64     | Pieter Klaasz. Decker                            |      | …                                                |        |                                                                                         |                   |
| Prinses Maria                               | 92     | Vice-admiraal Gillis Scheij                      |      | …                                                |        |                                                                                         |                   |
| Amsterdam                                   | 64     | Cornelis Van der Saan                            |      | Sérieux                                          | 64     | CV marquis de Blénac                                                                    | Saint-Malo        |
| Stad en Lande                               | 50     | Ross                                             |      | Foudroyant                                       | 84     | Chef d'escadre de Relingue                                                              | Brûlé à La Hougue |
| Veluwe                                      | 64     | Cornelis van Brakel                              |      | Brillant                                         | 62     | Capitaine de vaisseau Commandeur de Combes                                              | Saint-Malo        |
| Castel Medenblick                           | 86     | Vice-admiraal Gerard Callenburgh                 |      | …                                                |        |                                                                                         |                   |
| Ridderschap van Holland                     | 72     | Johan van Convent                                |      | …                                                |        |                                                                                         |                   |
| Maagd van Dordrecht                         | 60     | Matthijs Paradijs                                |      | …                                                |        |                                                                                         |                   |
| Capitaen Generael                           | 84     | Schout-bij-nacht Philips van der Goes            |      | …                                                |        |                                                                                         |                   |
| Zeven Provinciën                            | 76     | Evert de Liefde                                  |      | …                                                |        |                                                                                         |                   |

| Escadre rouge (Russell) (Angleterre) | Canons | Capitaine                                                          | Sort | Escadre blanche (Tourville) (France) | Canons | Capitaine                                                                  | Sort                |
| ------------------------------------ | ------ | ------------------------------------------------------------------ | ---- | ------------------------------------ | ------ | -------------------------------------------------------------------------- | ------------------- |
| St Michael                           | 90     | Thomas Hopson                                                      |      | Fort                                 | 60     | Capitaine de vaisseau de La Rongère                                        | Brûlé à La Hougue   |
| Lennox                               | 70     | John Munden                                                        |      | Henri                                | 64     | CV de La Roche-Allard                                                      | Saint-Malo          |
| Bonaventure                          | 50     | John Hubbard                                                       |      | Ambitieux                            | 96     | Capitaine de vaisseau Saujon Lieutenant général marquis de Villette-Mursay | Brûlé à La Hougue   |
| Royal Katherine                      | 82     | Wolfram Cornwall                                                   |      | Couronne                             | 76     | Capitaine de vaisseau de Montbron                                          | Saint-Malo          |
| HMS Sovereign of the Seas            | 100    | Humphrey Sanders. Vice admiral Sir Ralph Delaval                   |      | Maure                                | 52     | Capitaine de vaisseau des Augiers                                          | Saint-Malo          |
| Captain                              | 70     | Daniel Jones                                                       |      | Courageux                            | 58     | CV de La Luzerne                                                           | Saint-Malo          |
| Centurion                            | 50     | Francis Wyvil                                                      |      | ...                                  |        |                                                                            |                     |
| Burford                              | 70     | Thomas Harlow                                                      |      | ...                                  |        |                                                                            |                     |
| Elizabeth                            | 70     | Stafford Fairborne                                                 |      | Perle                                | 52     | CV de Forbin                                                               | Saint-Malo          |
| Rupert                               | 66     | Basil Beaumont                                                     |      | Glorieux                             | 64     | CV de Châteaumorant                                                        | Saint-Malo          |
| Eagle                                | 70     | John Leake                                                         |      | Conquérant                           | 84     | CV du Magnou                                                               | Saint-Malo          |
| Chester                              | 50     | Thomas Gillam                                                      |      | Soleil Royal                         | 104    | CV Charles des Nos Vice-amiral de Tourville                                | Brûlé à Cherbourg   |
| St Andrew                            | 96     | George Churchill                                                   |      | Saint-Philippe                       | 84     | CV marquis d'Infreville                                                    | Brûlé à La Hougue   |
| Britannia                            | 100    | John Fletcher. David Mitchell. Admiral of the fleet Edward Russell |      | Admirable                            | 90     | CV de Beaujeu                                                              | Brûlé à Cherbourg   |
| London                               | 96     | Matthew Aylmer                                                     |      | ...                                  |        |                                                                            |                     |
| Greenwich                            | 54     | Richard Edwards                                                    |      | ...                                  |        |                                                                            |                     |
| Restoration                          | 70     | James Gother                                                       |      | ...                                  |        |                                                                            |                     |
| Grafton                              | 70     | William Bockenham                                                  |      | ...                                  |        |                                                                            |                     |
| Hampton Court                        | 70     | John Graydon                                                       |      | Content                              | 68     | CV de Sainte-Maure                                                         | Saint-Malo          |
| Swiftsure                            | 70     | Richard Clarke                                                     |      | Souverain                            | 80     | Chef d'escadre marquis de Langeron                                         | Brest par la Manche |
| St Albans                            | 50     | Richard Fitzpatrick                                                |      | Illustre                             | 70     | Capitaine de vaisseau de Combes                                            | Brest par la Manche |
| Kent                                 | 70     | John Neville                                                       |      | Modéré                               | 52     | Capitaine de vaisseau d'Évry                                               | Saint-Malo          |
| HMS Royal William                    | 100    | Thomas Jennings. Rear admiral Sir Cloudesley Shovell               |      | ...                                  |        |                                                                            |                     |
| Sandwich                             | 90     | Antony Hastings (tué)                                              |      | ...                                  |        |                                                                            |                     |
| Oxford                               | 54     | James Wishart                                                      |      | ...                                  |        |                                                                            |                     |
| Cambridge                            | 70     | Richard Lestock                                                    |      | ...                                  |        |                                                                            |                     |
| Ruby                                 | 50     | George Mees                                                        |      | ...                                  |        |                                                                            |                     |

| Escadre bleue (Ashby) (Angleterre) | Canons | Capitaine                                                    | Sort | Escadre bleue (Gabaret) (France) | Canons | Capitaine                                       | Sort                |
| ---------------------------------- | ------ | ------------------------------------------------------------ | ---- | -------------------------------- | ------ | ----------------------------------------------- | ------------------- |
| Hope                               | 70     | Henry Robinson                                               |      | Excellent                        | 60     | CV du Rivault-Huet                              | Saint-Malo          |
| Deptford                           | 50     | William Kerr                                                 |      | Prince                           | 56     | Capitaine de vaisseau de Bagneux                | Brest par la Manche |
| Essex                              | 70     | John Bridges                                                 |      | Magnifique                       | 86     | Chef d'escadre marquis de Coëtlogon             | Brûlé à La Hougue   |
| Duke                               | 90     | William Wright. Rear admiral Richard Carter (mort au combat) |      | Laurier                          | 64     | Capitaine de vaisseau d'Hervault                | Saint-Malo          |
| Ossory                             | 90     | John Tyrell                                                  |      | ...                              |        |                                                 |                     |
| Woolwich                           | 54     | Christopher Myngs                                            |      | ...                              |        |                                                 |                     |
| Suffolk                            | 70     | Christopher Billop                                           |      | ...                              |        |                                                 |                     |
| Crown                              | 50     | Thomas Warren                                                |      | ...                              |        |                                                 |                     |
| Dreadnought                        | 64     | Thomas Coall                                                 |      | ...                              |        |                                                 |                     |
| Stirling Castle                    | 70     | Benjamin Walters                                             |      | ...                              |        |                                                 |                     |
| Edgar                              | 72     | John Torpley                                                 |      | Brave                            | 58     | Capitaine de vaisseau de Chalais                | Saint-Malo          |
| Monmouth                           | 66     | Robert Robinson                                              |      | Entendu                          | 60     | Capitaine de vaisseau de Ricoux                 | Le Havre. Naufrage  |
| Duchess                            | 90     | John Clements                                                |      | Triomphant                       | 76     | CV Antoine-François de Machault de Belmont      | Brûlé à Cherbourg   |
| Victory                            | 100    | Edward Stanley. Admiral Sir John Ashby                       |      | Orgueilleux                      | 94     | CV de Courbon-Blénac Lieutenant général Gabaret | Brest par la Manche |
| Vanguard                           | 90     | Christopher Mason                                            |      | Fier                             | 80     | CV de La Harteloire                             | Brûlé à La Hougue   |
| Adventure                          | 50     | Thomas Dilkes                                                |      | Fleuron                          | 56     | Capitaine de vaisseau de Montgon                | Saint-Malo          |
| Warspite                           | 70     | Caleb Grantham                                               |      | ...                              |        |                                                 |                     |
| Montague                           | 62     | Simon Foulks                                                 |      | ...                              |        |                                                 |                     |
| Defiance                           | 60     | Edward Gurney                                                |      | ...                              |        |                                                 |                     |
| Berwick                            | 70     | Henry Martin                                                 |      | ...                              |        |                                                 |                     |
| Lion                               | 60     | Robert Wiseman                                               |      | Courtisan                        | 64     | CV François Colbert de Saint-Mars               | Saint-Malo          |
| Northumberland                     | 70     | Andrew Cotton                                                |      | Grand                            | 84     | Chef d'escadre Panetié                          | Saint-Malo          |
| Advice                             | 50     | Charles Hawkins                                              |      | Saint-Esprit                     | 74     | CV de La Galissonnière                          | Saint-Malo          |
| Neptune                            | 96     | Thomas Gardner. Vice admiral George Rooke                    |      | Sirène                           | 64     | CV Duquesne-Mosnier                             | Saint-Malo          |
| Windsor Castle                     | 90     | Earl of Danby                                                |      | ...                              |        |                                                 |                     |
| Expedition                         | 70     | Edward Dover                                                 |      | ...                              |        |                                                 |                     |
| Monck                              | 60     | Benjamin Hoskins                                             |      | ...                              |        |                                                 |                     |
| Resolution                         | 70     | Edward Good                                                  |      | ...                              |        |                                                 |                     |
| Albemarle                          | 90     | Sir Francis Wheler                                           |      | ...                              |        |                                                 |                     |